# Jerusha Jhirad
Jerusha Jhirad FRCOG, MBE (Marathi जेरुशा झिरड; * 21. März 1891 in Mumbai, Indien; † 2. Juni 1984 in Indien) war eine indische Medizinerin. Sie war die erste Frau, die ein Stipendium der indischen Regierung für ein Studium im Vereinigten Königreich erhielt und erlangte 1919 als erste Inderin ihren Doktortitel in Geburtshilfe und Gynäkologie.

## Leben und Werk
Jhirad war eines von sieben Kindern und gehörte der Beni-Israel-Gemeinschaft an. Ihr Vater studierte Medizin bei seiner Heirat und verwaltete dann die Kaffeeplantage seines Schwiegervaters in Mysore. Dies erwies sich jedoch als Fehlschlag, und er zog nach Norden, um bei der Eisenbahn zu arbeiten. Ihre Mutter und Geschwister blieben in Bombay zurück. Jhirad besuchte die High School for Indian Girls in Pune und erhielt mehrere Stipendien, die ihr ein Medizinstudium an dem Grant Government Medical College ermöglichten. Sie schloss ihr Studium 1912 als Jahrgangsbeste mit einem Lizentiat der Medizin und Chirurgie (LMS) ab. Nach ihrem Abschluss eröffnete sie eine Privatpraxis für Allgemeinmedizin in Bombay und ihre ersten Patientinnen waren arabische Frauen, die Ehefrauen von Kaufleuten.
1914 erhielt sie ein Stipendium des House of Tatas für ihr Doktorat in Geburtshilfe und Gynäkologie an der 1874 gegründeten London School of Medicine for Women (LSMW). Nach sechs Monaten Aufenthalt dort erhielt sie von der Regierung von Bombay ein Stipendium in Höhe von 200 Pfund pro Jahr für fünf Jahre. Jhirad musste jedoch zunächst den MBBS-Abschluss erwerben und sich dann um eine Stelle als Assistenzärztin bewerben, um ihr Doktorat an der Universität London abzuschließen. Eine der Zulassungsvoraussetzungen für das Gynäkologie- und Geburtshilfestudium an der Universität London war eine mindestens sechsmonatige Beschäftigung in einer Krankenhausstation. Aufgrund des Kriegsausbruchs wurden Mediziner eingezogen und sie wurde am Elizabeth Garrett Anderson and Obstetric Hospital angenommen. Sie arbeitete dort fast zwei Jahre lang und 1918 arbeitete sie einige Monate als Assistenzärztin in einem Entbindungskrankenhaus in Birmingham. Sie erlangte 1919 als erste Inderin ihren Doktortitel in Geburtshilfe und Gynäkologie.

## Ärztin in Indien
Nach ihrer Rückkehr nach Bombay fand sie jedoch am Cama Hospital keine offenen Stellen. Nach einer kurzen Tätigkeit als Beraterin in Bombay nahm sie 1920 eine Stelle am Lady Hardinge Medical College in Neu-Delhi an und ging dann auf Einladung des leitenden Chirurgen an das Bangalore Maternity Hospital. Als sie Ende 1924 nach Bombay zurückkehrte, eröffnete sie eine Privatpraxis und arbeitete von 1925 bis 1928 als ehrenamtliche Chirurgin am Cama Hospital. Bis 1928 war die Stelle der Amtsärztin mit Britinnen besetzt, doch danach wurde sie auf diese Stelle berufen und arbeitete dort bis zu ihrer Pensionierung 1947.
1934 leistete sie Überlebenden eines Erdbebens in Bihar medizinische Hilfe. Von 1937 bis 1938 führte sie eine statistische Studie zur Müttersterblichkeit in Bombay durch.
Jhirad war Fellow und Mitglied des Syndikats der Universität Bombay sowie der medizinischen Fakultät der benachbarten Universitäten in Pune und Baroda (heute Vadodara). Sie war Prüferin für die MBBS- und MD-Prüfungen an den Universitäten in Bombay, Madras und Pune.
Jhirad war eng mit der Association of Medical Women in India (AMWI) verbunden, einer 1907 gegründeten Organisation zur Vertretung der Interessen von Ärztinnen, deren Präsidentin sie von 1947 bis 1957 war.
Jhirad war Gründungsmitglied der Federation of Obstetrical and Gynaecological Society of India und von 1935 bis 1952 Vorsitzende des Maternity and Child Welfare Advisory Committee des Indian Council of Medical Research. 1935 wurde sie zum Mitglied des Royal College of Obstetricians and Gynaecologists und 1947 zu dessen Fellow gewählt. Sie war Gründungsmitglied der Bombay Obstetric and Gynaecological Society und 1948 deren Präsidentin. Während ihrer gesamten aktiven Zeit arbeitete sie mit ihren Kollegen in der Bombay Society sowie der Federation of Obstetric and Gynaecological Societies of India (FOGSI) zusammen. Jhirad leitete den 6. All India Obstetric and Gynaecological Congress, der 1950 in Madras stattfand und bei dem die Gründung der Federation of Obstetric and Gynaecological Societies of India (FOGSI) sowie die Herausgabe des Journal of Obstetrics and Gynaecology of India beschlossen wurde. 1950 wurde sie die erste Präsidentin der Federation of Obstetric and Gynaecological Societies of India.
1925 gründete Jhirad die Jüdische Religionsunion, die mit der Weltunion des Progressiven Judentums verbunden war und die einzige liberale, englischsprachige Alternative zu den traditionellen Synagogen in Bombay darstellte.
Jhirad starb 1983 im Alter von 93 Jahren.

## Ehrungen (Auswahl)
- 1945: Order of the British Empire
- 1947: Fellow des Royal College of Obstetricians and Gynaecologists[10]
- 1966: Padma Shri
- 1994: Der Venuskrater Jhirad wurde nach ihr benannt[11][12][13]
- Zu ihrem 80. Geburtstag wurde die nach ihr benannte Bibliothek am Cama Hospital eröffnet

## Veröffentlichungen (Auswahl)
- Uterine inversion. Medical Bulletin 14, 1946, S. 16–21.
- "Women in the medical profession." Journal of the Association of Medical Women in India 48.9, 1960.
- Practical aspects of birth control. Journal of the Association of Medical Women in India 51, 1963, S. 116–23.
- Role of legalization of abortions in population control. Journal of the Association of Medical Women in India 52, 1964, S. 98–100.
- Careers for Medical Women in India. World Medical Journal 11, 1964, S. 29–30.
- Ante-natal diagnosis. The Indian Practitioner 19, 1966, S. 1–11.
- Obstetrics Then and Now. The Journal of Obstetrics and Gynaecology of India 18, 1968, S. 157–172.